# George G. Meade
George Gordon Meade (Cádiz, Spanyolország, 1815. december 31. — Philadelphia, Pennsylvania, 1872. november 6.) az Amerikai Egyesült Államok hadseregének tisztje és hadmérnöke. 
Hadmérnökként hullámtörő gátak és világítótornyok építését tervezte az amerikai tengerpartok mentén. Harcolt a második szeminol háborúban, a mexikói–amerikai háborúban, végül az amerikai polgárháborúban az északiak oldalán. Északi vezérőrnagy, a Potomac-hadseregben dandárparancsnok, hadosztályt vezetett a félszigeti hadjáratban és Fredericksburgnál, valamint Chancellorsville-nél, a Potomac hadsereg parancsnoka 1863. június 28-tól, az amerikai polgárháború egyik döntő fordulatot hozó gettysburgi csatájának (1863. július 1–3.) győztes hadvezére. Érdeme az az egyenletesen jó katonai teljesítmény, amelyet George B. McClellan, Henry W. Halleck, Joseph Hooker és Ulysses S. Grant főparancsnoksága alatt nyújtott. Meade nem volt nagy hadvezér, de megbízhatóan és hatékonyan vezette a rábízott seregtesteket.

## Életpályája
Apja Richard Worsam Meade (1778–1828), anyja Margaret Coats Butler (1782–1852). Apja gazdag philadelphiai kereskedő volt, aki az amerikai kormány haditengerészeti ügynökeként szolgált spanyol földön, a napóleoni háborúk alatt tönkrement, a család 1817-ben visszatért az Egyesült Államokba, az apa 1828-ban meghalt, a csonka család szegénysége miatt két fiú gyermek is katonai pályára lépett, George G. Meade és testvére, Richard Worsam Meade II, Richárd a haditengerészetnél szolgált tisztként, kapitányi rangig emelkedett.
George G. Meade 1831-ben kezdte meg tanulmányait a West Pointon, 1835-ben diplomázott, évfolyamán az 56 kadét közül 19-ikként végzett. Részt vett Kaliforniában az indiánok elleni harcokban, majd főleg építőmérnökként tevékenykedett Alabamában, Georgiában és Floridában. 1840-ben nősült meg, házasságából hét gyermek született. Meade katonáskodott, s sok mérnöki munkát is vállalt. A mexikói–amerikai háborúban címzetes főhadnagy volt Zachary Taylor, William J. Worth és Robert Patterson parancsnoksága alatt. Részt vett a monterreyi csatában (1846. szeptember 21–24.). A háború után számos sikeres hadmérnöki munkában vett részt, 1856-ban századossá léptették elő.
Az amerikai polgárháború elején dandártábornokká léptették elő Pennsylvania kormányzója, Andrew Gregg Curtin ajánlására 1861. augusztus 31-én. Két tartalék dandárt bíztak rá, mint hadmérnök Washington műszaki védelmének biztosításán dolgozott katonáival, majd a George B. McClellan tábornok által vezetett Potomac-hadsereghez rendelték az ún. Virginia-félszigeti hadjáratba, cél a Robert E. Lee vezette déli hadsereg legyőzése, Richmond (Virginia) elfoglalása. Ennek a hadjáratnak a vége lett az úgynevezett hétnapos csaták sorozata, amely újra nem hozott döntést a polgárháború menetében. Az unionista Joseph Hooker parancsnoksága ellenében aratták a déliek utolsó nagy győztes csatájukat, a chancellorsville-i csatát (1863. április 30. – május 6.) Robert E. Lee és Stonewall Jackson vezetésével. E csata elvesztése ösztönözte Abraham Lincoln elnököt arra, hogy leváltsa Hookert, pedig Hooker nem volt rossz parancsnok, de pechjére az amerikai polgárháború legnagyobb katonai zsenijével, Lee tábornokkal került szembe.
Érdekes, hogy a chancellorville-i vereség korántsem sokkolta annyira az Unió közvéleményét, mint például a második Bull Run-i csata vagy a fredericksburgi vereség (Virginia, 1862. december 11–15.). A Potomac-hadsereg vereséget szenvedett, de nem züllött szét, hamarosan készen állt újabb hadjáratokra. 1863 májusában Lincoln elnök kinevezte George Gordon Meade-et, a chancellorville-i vereség egyik hősét a Potomac-hadsereg parancsnokának. Meade ekkor 47 éves volt, a West Pointon végzett, mint Lee, műszaki tiszt volt, mint Lee, ennyi volt a hasonlóság a két parancsnok közt, Meade nem volt kezdeményező és kockázatvállaló típus, mint Lee, mégis kiváló beosztottai (John Buford lovashadosztály-parancsnok, John F. Reynolds hadtestparancsnok, Oliver O. Howard hadtestparancsnok, Winfield Scott Hancock hadtestparancsnok, Green tábornok, John Gibbon hadosztályparancsnok, George Armstrong Custer, lovassági vezér, azaz a „kölyök tábornok”) és Lincoln elnöktől, Henry W. Halleck tábornoktól kapott utasítások nyomán 3 nap alatt győzelemre vitte a gettysburgi csatát (Adams megye, Pennsylvania állam, 1863. július 1-3.)
1863 március 3-án az Unió területén is bevezették az általános hadkötelezettséget, amely zavargásokhoz vezetett, annál is inkább mivel a gazdagok 300 dollár befizetésével megválthatták magukat. Több behívott ellenszegült a sorozásnak Illinois, Ohio, Wisconsin, Indiana, Missouri és Kentucky államokban, a pennsylvaniai szénvidéken, Bostonban, Troy és Newark városokban, jelentősebb zavargásokra, lázadásokra azonban az Unió legnagyobb városában, New Yorkban került sor 1863 júliusában. A New York-i zavargásokat a helybeli rendőrök nem tudták megfékezni, végül a kikötőben horgonyzó egyik hadihajó matrózai, a West Point-i kadétok, s a Meade tábornok által odaküldött katonaság állította helyre a rendet, ma sem tudni pontosan hány halottja volt a New York-i zavargásoknak.
Lincoln elnök a gettysburgi győztes csata ellenére Meade hibájául rótta fel, hogy Lee menekülő csapatát nem üldözte, nem verte szét, ezért Meade is leváltásra került a főparancsnoki posztról, Lincoln elnök végre megtalálta azokat a hadvezéreket, Grant és Sherman személyében, akik győzelemre vihetik az Unió ügyét. A továbbiakban Meade Ulysses S. Grant parancsnoksága alatt teljesített katonai szolgálatot, Grant éppen Meade főhadiszállása (City Point, Virginia) mellé kvártélyozta be magát, Meade nem nagy örömére, mert így Meade úgy érzékelte, hogy az ő hadi sikereit is mind Grantnek tulajdonítják. Meade erről csak feleségének írt leveleiben panaszkodott. Meade becsülettel és tisztességes teljesítményt nyújtva végigharcolta az amerikai polgárháborút Appomattoxig. 1865 április 9-én Appomattoxban Meade csatarendbe állította a Potomac-hadsereget egy végső, mindent eldöntő csatára, Grant egy másik menetoszlopnál tartózkodott, végül az ütközetet sikerült elkerülni Lee csapatával, mert Sheridan időben tájékoztatta Meade-et arról, hogy a két főparancsnok, Lee és Grant Appomattox Court House faluban (Virginia) tárgyalnak a háború beszüntetéséről.
Meade a polgárháború befejezése után Philadelphiában élt, a rekonstrukcióban John Pope utódja lett a Harmadik Katonai körzetben Atlanta (Georgia) főhadiszállással. Philadelphiában nagy megbecsülésnek örvendett, a Harvard Egyetemen díszdoktorrá avatták, jeles tudós társaságok tagjaik közé választották. 

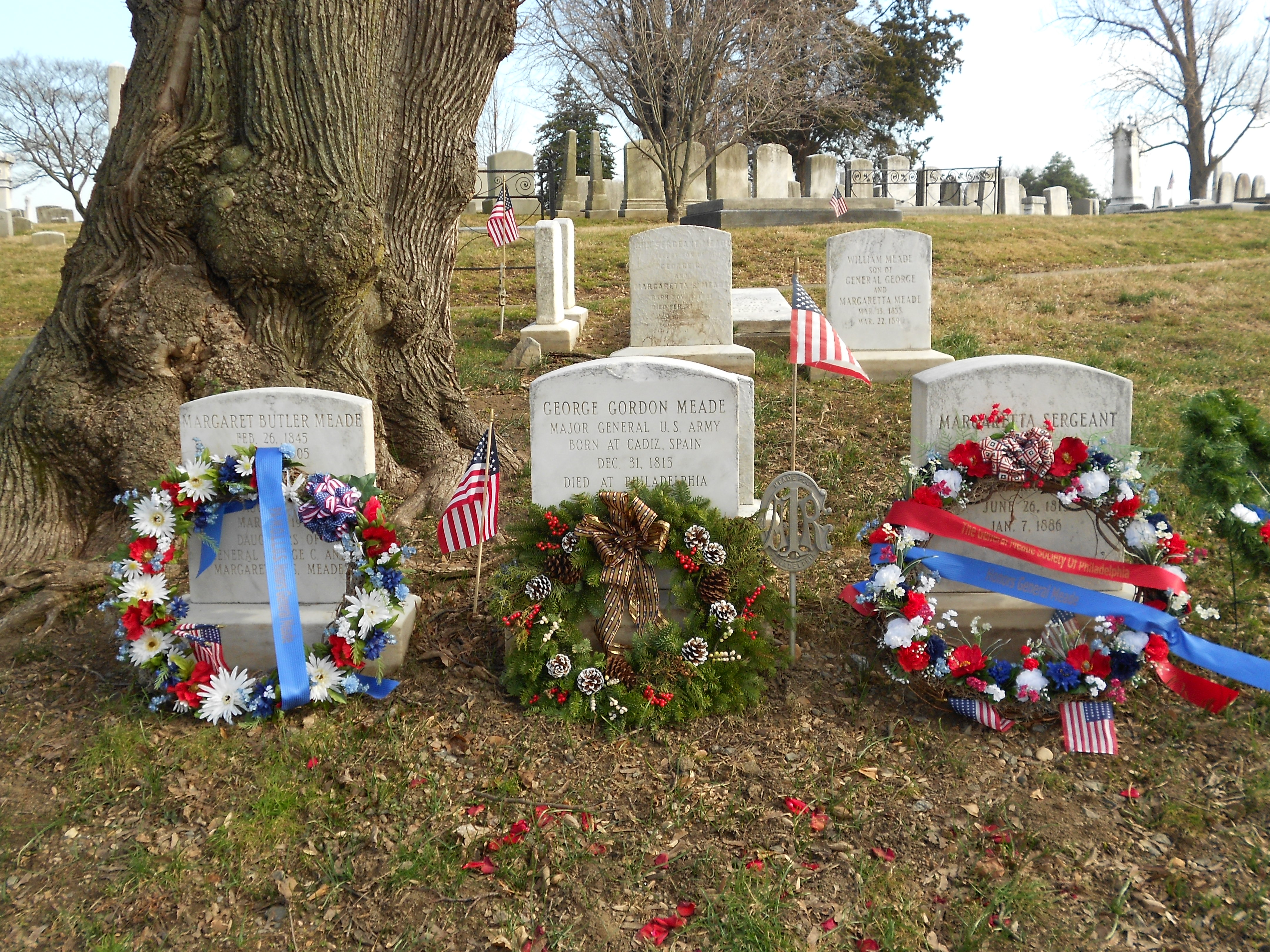
Síremléke középen a Laurel Hill temetőben (Philadelphia)

Egészsége kezdett megrendülni, főleg a polgárháborúban szerzett sebesülései miatt, végül tüdőgyulladásban halt meg 1872. november 6-án. A philadelphiai Laurel Hill temetőben helyezték örök nyugalomra.

## Családja
Házas ember volt, leszármazottjai közt több híres ember van, köztük dédunokája George Meade Easby (1918–2005) színész, producer, rádiós műsorvezető, régiségkereskedő, politikai kommentátor. Ükunokája Matthew Fox (1966–) népszerű amerikai színész a művészfilmekben és a tv-sorozatokban is.

## Emlékezete
Emlékszobrai találhatók Pennsylvania államban, Washingtonban, továbbá a Gettysburgi Nemzeti Emlékparkban éppen a Temető-domb közelében, ahonnan tüzérségi és gyalogsági erővel az északiak visszaverték George Pickett déli tábornok halálrohamait. Megyéket, iskolákat neveztek el róla számos államban. Tiszteletére 2001-ben megalapították a George Meade tábornokról elnevezett társaságot Philadelphiában, e társaság foglalkozik részletesen Meade életével, munkásságával, s minden év december 31-én, Meade születésnapján ünnepséget rendeznek.